# MacOS Server
macOS Server, anciennement Mac OS X Server puis OS X Server, était la version serveur de macOS développé par Apple. Mac OS X est basé sur NeXTSTEP (lui-même basé sur BSD-Unix) qu'Apple a acquis en rachetant NeXT.
La version serveur de Mac OS X inclut des applications qui ont été prévues pour offrir aux administrateurs des outils simples mais puissants pour gérer les services liés à internet, aux courriels, à l'hébergement de sites Web et d'administration de réseaux Mac et Windows et offre des possibilités de partage de fichiers et d'imprimantes. Pour Mac OS X, il existe le logiciel AppleShare qui offre les mêmes possibilités.
macOS Server est basé à la fois sur les technologies open source et sur les technologies propriétaires d'Apple. Plusieurs services ont des origines communes aux deux technologies comme Open Directory qui utilise une interface graphique simple.
Cette version est disponible pour les processeurs suivants :
- PowerPC d'IBM (jusqu'à la version 10.5) ;
- x86 (32 bits) et x86-64 (64 bits) d'Intel (depuis la WWDC d'août 2006).

Depuis la sortie de Mac OS X Lion (10.7), macOS Server n'est plus vendu sous la forme d'un système d'exploitation à part entière, mais d'une application à télécharger depuis le Mac App Store.
Le 21 avril 2022, Apple annonce la fin de vie de macOS Server. Il reste possible de le télécharger via le Mac App Store.

## Versions
La première version de Mac OS X Server était nommée Mac OS X Server 1.0. Elle est sortie le 16 mars 1999, c'est-à-dire environ deux ans avant Mac OS X 10.0 (la version orientée ordinateur personnel ou professionnel). Et donc, contrairement à ce que son nom laisse penser, elle était basée sur Rhapsody 5.1, une version hybride entre OPENSTEP de NeXT et Mac OS 8.5.1. L'interface graphique ressemble plus à NeXT mais avec un émulateur pour faire fonctionner les applications Mac OS.
Puis à partir du 21 mai 2001, sont sorties les versions véritablement basées sur Mac OS X : Mac OS X Server 10.0, Mac OS X Server 10.1, etc.

### Historique
- Mac OS X Server 1.0 (Rhapsody) : 19 mars 1999
- Mac OS X Server 10.0 (Cheetah Server) : 21 mai 2001
- Mac OS X Server 10.1 (Puma Server) : 25 septembre 2001
- Mac OS X Server 10.2 (Jaguar Server) : 23 août 2002
- Mac OS X Server 10.3 (Panther Server) : 24 octobre 2003
- Mac OS X Server 10.4 (Tiger Server) : 29 avril 2005
- Mac OS X Server 10.5 (Leopard Server) : 26 octobre 2007
- Mac OS X Server 10.6 (Snow Leopard Server) : 28 août 2009
- Mac OS X 10.7 (Lion Server) : 20 juillet 2011
- OS X 10.8 (Mountain Lion Server) : 25 juillet 2012
- OS X 10.9 (Mavericks Server) : 22 octobre 2013
- OS X 10.10 (Yosemite Server 4.0) : 16 octobre 2014
- OS X 10.11 (Server 5.0) : 16 septembre 2015
- OS X 10.11 (Server 5.1) : 21 mars 2016
- macOS 10.12 (Server 5.2) : 20 septembre 2016
- macOS 10.12 (Server 5.3) : 17 mars 2017
- macOS 10.13 (Server 5.4) : 25 septembre 2017
- macOS 10.13 (Server 5.5) : 25 janvier 2018
- macOS 10.13 (Server 5.6) : 29 mars 2018
- macOS 10.14 (Server 5.7) : 28 septembre 2018
- macOS 10.14 (Server 5.8) : 25 mars 2019
- macOS 10.15 (Server 5.9) : 08 octobre 2019
- macOS 10.15 (Server 5.10) : 01 avril 2020
- macOS 11 (Server 5.11) : 14 décembre 2020
- macOS 12 (server 5.12) : 13 décembre 2020